# نوومحمدوو
نوومحمدوو (انگلیسی: Novomukhametovo) یک شهرک در شهرستان کیگینسکی استان باشقیرستان کشور روسیه است.